# 川原礫
川原礫（日语：／ Kawahara Reki，1974年8月17日—），日本的輕小說作家。畢業於青山學院大學。出身於群馬縣高崎市，目前居住在東京都練馬區。過往著作有《刀劍神域》、《加速世界》等。

## 略歷
2002年開始以「九里史生」的筆名發表網路小說。特別是2002年11月至2008年7月在個人網站連載的《刀劍神域》系列最受歡迎。2007年在小說投稿網站Arcadia上以「攻打引」為筆名發表了《超絕加速Burst Linker》。
2008年，由《超絕加速Burst Linker》改名的《加速世界》獲得第15屆電擊小說大獎，2009年2月以該作品正式出道。同年4月開始發售文庫版的《刀劍神域》。
2011年10月，《加速世界》與《刀劍神域》做為ASCII Media Works創立20周年的紀念作品進行動畫化和遊戲化，成為兩部作品同時動畫化的特例。川原礫並且在電視版《加速世界》動畫中擔任對戰虛擬角色馬口鐵作家的配音，在對戰中為觀眾解說戰況。
2012年12月，著作的累積發行量突破1000萬部。從2009年2月出道開始，僅3年11個月即達成1000萬部的發行量，是電擊文庫的作家中最快的紀錄。
2013年，以《刀劍神域》獲得第12回東京動畫獎原作賞。
2014年6月10日開始發行文庫版小說《絕對的孤獨者》，原為2004年起在個人網站上發表的網路小說《絕對的孤獨》。
目前出書進度維持在每年5~6本左右。

## 作品列表
- 《加速世界》（電擊文庫，Media Works），2009年2月10日開始發行，現行28卷，連載中。
- 《刀劍神域》（電擊文庫，Media Works），2009年4月10日開始發行，現行28卷，連載中。
  - 《Sword Art Online 刀劍神域 Progressive》（電擊文庫，Media Works），2012年10月10日開始發行，現行9卷，連載中。
- 《絕對的孤獨者》（電擊文庫，Media Works），2014年6月10日開始發行，現行5卷，連載中。
- 《惡魔紋章》

## 註腳
1. ↑  在SAOAⅡ第22回「本星期的川原先生」中，將同一大學畢業的武富健治介紹為學長。
2. ↑  2015年4月因為要進行刀劍神域2動畫初回特典小說的作業而暫停出書一次[4]。

## 外部連結
- WORD GEAR （页面存档备份，存于）（作者的個人網站）（日語）
- 川原礫的X（前Twitter）